# Прокопенко Єгор Володимирович
Єгор Володимирович Прокопенко (нар. 24 травня 1998) — український футболіст, захисник ФК «Оболонь» (Київ).

## Життєпис
Вихованець столичного «Арсеналу», у ДЮФЛУ також виступав за київський «Атлет». З 2015 по 2017 рік виступав за «Оболонь-Бровар-2» у чемпіонаті Київської області. Під час зимової перерви сезону 2017/18 років приєднався до першої команди «пивоварів», у футболці якої дебютував 23 квітня 2018 року в програному (0:1) домашньому поєдинку 29-го туру Першої ліги проти винниківського «Руху». Єгор вийшов на поле в стартовому складі та відіграв увесь матч, а на 73-й хвилині отримав жовту картку. Той матч виявився єдиним для Прокопенка у сезоні 2017/18 років. Наступного сезону потрапив на заявку у 10-ти матчах Першої ліги, проте в жодному з них на поле так і не вийшов. У сезоні 2019/20 років залучався до матчів як першолігової «Оболонь-Бровара», так і друголігового «Оболонь-Бровара-2». Станом на 25 жовтня 2019 року у поточному (2019/20) сезоні зіграв 5 матчів у Першій лізі та 6 поєдинків — у Другій.